# Tiên La, Hưng Yên
Tiên La là một xã thuộc tỉnh Hưng Yên, Việt Nam.

## Địa lý
Xã Tiên La nằm ở trung tâm của tỉnh Hưng Yên, có vị trí địa lý:
- Phía bắc giáp xã Tống Trân.
- Phía đông giáp Diên Hà và xã Hưng Hà.
- Phía nam giáp xã Lê Quý Đôn.
- Phía tây giáp xã Ngự Thiên và xã Long Hưng.

## Lịch sử
Ngày 16 tháng 6 năm 2025, Ủy ban Thường vụ Quốc hội ban hành Nghị quyết số 1666/NQ-UBTVQH15 về việc sắp xếp các đơn vị hành chính cấp xã của tỉnh Hưng Yên năm 2025. Theo đó, sắp xếp toàn bộ diện tích tự nhiên, quy mô dân số của các xã Tân Tiến (huyện Hưng Hà), Thái Phương, Đoan Hùng và Phúc Khánh thành xã mới có tên gọi là xã Tiên La.

## Văn hóa

### Đền Tiên La
Đền Tiên La tọa lạc tại thôn Tiên La, xã Tiên La, tỉnh Hưng Yên (trước khi sáp nhập là xã Đoan Hùng, huyện Hưng Hà, tỉnh Thái Bình) trên một diện tích khoảng 6000m². Mặt trước đền hướng ra phía con sông Tiên Hưng.
Vào các ngày 15 đến 17 tháng 3 âm lịch hàng năm, lễ hội đền Tiên La được tổ chức để tưởng nhớ công ơn Bát Nàn tướng quân - Vũ Thị Thục (sinh năm 17, mất năm 43), bà là một nữ tướng của Hai Bà Trưng có công đánh Tô Định.